# Municipio de Ahualulco
El municipio de Ahualulco es uno de los 59 municipios del estado mexicano de San Luis Potosí. Su cabecera es la localidad de Ahualulco del Sonido 13.

## Geografía
El municipio de Ahualulco colinda al norte y al oeste con el Estado de Zacatecas, al sur con el municipio de Mexquitic de Carmona y al este con los municipios de Moctezuma y San Luis Potosí.